# Seeley Booth
Seeley Booth kitalált szereplő, aki a Dr. Csont című amerikai filmsorozat (eredeti cím: Bones) egyik szereplője.

## Megformálója
David Boreanaz (1969. május 16.) játszott ugyan néhány mozifilmben, ám legtöbben két népszerű televíziós sorozatból ismerik: ő volt a Buffy, a vámpírok réme majd az Angel vámpírt alakító sztárja.

## Booth a regényekben
Seeley Booth különleges ügynök szerepel Dr. Kathy Reichs regényeiben is, ám csak mint Dr. Temperance Brennan FBI-os segítsége, nem pedig mint főszereplő.

## Szereplő
Seeley Booth korábban az Amerikai Egyesült Államok hadseregében szolgált mint mesterlövész. Leszerelése után az FBI bűnmegelőzési osztályára került, jelenleg különleges ügynökként dolgozik. Feladata olyan esetek felderítése, melyben különböző okoknál fogva nehéz azonosítani az áldozatok maradványait, illetve a velük történteket. Nyomozása során együttműködik a Jefferson Intézet munkatársaival, ezen belül is Dr. Temperance Brennan bűnügyi antropológussal és csapatával.
Booth előszeretettel támaszkodik a megérzéseire, emberismeretére, ezzel a módszerrel gyakran szembekerül Bones tudományos tényekkel alátámasztott kijelentéseivel, mégis kettejük eltérő munkamódszere egy hihetetlenül ütős csapatot eredményez.

## Személyisége
Seeley Booth érdekes személyiség. A katonaságnál sok mindent látott és tapasztalt, megismerte a bűn fajtáit. Ugyanakkor nyitott az emberekre, igyekszik segíteni a rászorultakon, bár "nagy szívét" inkább titkolja. Gyakran szarkasztikus, gúnyos hangnemben tárgyal másokkal, ugyanakkor tud törődő és kedves is lenni, de csak azokkal, akik ezt kiérdemlik.
Rendkívül szereti a munkáját, betartja a szabályokat, de ha arról van szó, sutba dobja a szabályzatot, és teszi, amit tenni kell.
Booth karaktere az igazi amerikai fickó, akinek mindig helyén van az esze és a szíve.
|  | Alább a cselekmény részletei következnek! |

Ennek ellenére Booth korántsem tökéletes ember: a katonaságtól való leszerelése után súlyos játékfüggőség alakult ki nála, amely miatt kezeltetnie is kellett magát. A második évadban egy félresikerült akció után Booth ismét "kiakad", a Stephen Fry alakította Dr. Gordon Wyatt pszichológus hozza rendbe.

## Család
Booth egyedülálló, egy korábbi barátnőjétől, Rebecca-tól született egy fia. Parker a legfontosabb személy az életében, úgy véli, hogy csak jobb ember lett az apaságtól. Booth igyekszik a munkája mellett a lehető legtöbb időt tölteni vele, de sajnos ez nem mindig sikerül.
Booth meglehetősen népszerű a nők körében, az évadok során több barátnője is volt. A második évad végére azonban "elfogytak" a barátnők, mivel Booth – bár maga sem tud róla – romantikus érzelmeket kezdett el táplálni partnere, Dr. Brennan iránt. Említésre méltó a Dr. Camille Saroyan-nal folytatott viszonya, mivel ez a kapcsolat már Bonest is meglehetősen zavarta, olyannyira, hogy maga is viszonyt kezdett Booth egyik munkatársával. Cam végül szakított Booth-szal, részben mivel rájött a férfi Bones iránti érzéseire, részben pedig azért, mivel munkatársak lettek Dr. Saroyan vezetői kinevezésével.
A negyedik évadban tűnik fel Booth testvére (Jared), akivel a viszonya nem éppen fesztelen. Ha ez nem lenne elég, a "kistestvér" rátesz még egy lapáttal, ugyanis kiszemeli Bonest. Kettőjük viszonyát tovább rontja, hogy Booth számára kiderül, az öccse alkoholista, és nem hajlandó ezen változtatni. Booth persze segít rajta, amikor e miatt bajba keveredik (ittas vezetésért letartóztatják), de Brannan rámutat, hogy ha folyton támogatja, nem hagyja igazán felnőni az öccsét, ezért Seeley végül leveszi a kezét Jaredről. Az öccsével történtek után Booth bevallja Bonesnak, hogy az apja alkoholista volt. (Booth később azt is elárulja, hogy egy borbély fia.) A fekete báránynak tartott kisebbik testvér azonban később Bones kérésére karrierje kockáztatásával segít elrabolt bátyja megtalálásában és megmentésében.
Az 5. évadban a nagypapa is felbukkan, aki titokban elárulja Bones-nak, hogy ő - Hank Booth - küldte el a fiát, mert verte Seeleyt, s így a nagypapa nevelte fel a két gyereket. Arra kéri Brennant, hogy halála után ezt majd mesélje el Boothnak. Az idősek otthonában élő Hankről azt is megtudjuk, hogy valaha katonai rendész volt, s hogy "Dugó"-nak (angolul "Shrimp"-nek, ami szó szerint garnélát, de tökmagot, kis embert is jelent) becézi unokáját.

## Kapcsolata a többi szereplővel
Legszorosabb kapcsolatban Bones-szal, azaz Dr. Brennan-nel áll. Rendkívül nagyra értékeli a szaktudását, ám úgy véli, hogy az élet egyéb területein (mint például az emberi kapcsolatok) nem túl jól boldogul, így segítségre szorul. Egy biztos, ők ketten remek kollégák, akik tolerálják – ha nem is mindig értik meg – a másikat. Booth rendkívül komolyan veszi, hogy a nyomozások során vigyáznia kell Bones-ra, többször is megmenti az életét. Néha szó szerint tűzbe megy a partneréért.
A csapat többi tagját kicsit holdkórosnak tartja ("agyasoknak" vagy másként "kockáknak", "kancsiknak"), ennek ellenére őket is igyekszik elfogadni, értékeli azt a hatalmas tudást, amivel rendelkeznek – bár gyakran viccelődik azon, hogy szótár kéne a megértésükhöz.
Angela Montenegro az, akitől érzelmi ügyekben segítséget kap – akár kéri, akár nem. Angela jó pasinak tartja, és igyekszik összehozni Bones-szal, bár barátnője többször is nyomatékosan kérte, hogy ne tegye.
Dr. Jack Hodgins összeesküvés-elméleteitől néha a falra mászik, ennek ellenére jókat tudnak beszélgetni.
Dr. Zack Addy-vel érdekes a kapcsolata: egyszerűen nem vesz tudomást a létezéséről. Zack ezt vagánynak tartja, így remekül tudnak együtt dolgozni.
Zack elsőként Boothtól kért tanácsot, mikor behívót kap Irakba egy tudományos küldetésre, mivel tudja, hogy Booth katona volt, és van iraki tapasztalata.

## Érdekességek
- Booth ügynök három pohár tejet iszik meg egy nap.
- Egyedi nyakkendőket, feltűnő övcsatot és zoknikat hord és sosem gombolja be ingének kézelőjét, ezekkel a kis lázadásokkal teszi egyedivé a hivatalból hordott fekete öltöny uniformis jellegét.
- Kiválóan lő messzi célpontokra is.
- Booth – ahogy alakítója, David Boreanaz is – gyakorló katolikus.
- Mindkét csuklóján van egy-egy tetoválás.
- Kedveli a rockzenét. Egyik kedvenc csapata a The Foreigners.
- Coulrophobiája van, vagyis fél a bohócoktól.
- Rokona John Wilkes Booth, Abraham Lincoln gyilkosa.

## Külső hivatkozások
- A szereplőről és megformálójáról az RTL Klub Dr. Csont oldalán Archiválva 2010. november 16-i dátummal a Wayback Machine-ben
- A szereplő jellemzése az IMDb-n (angolul) Archiválva 2011. szeptember 25-i dátummal a Wayback Machine-ben